# والتر شروت
والتر شروت (به آلمانی: Walther Schroth) (۳ ژوئن ۱۸۸۲–۶ اکتبر ۱۹۴۴) یک نظامی آلمانی در دوره امپراتوری آلمان، جمهوری وایمار و رایش سوم بود که فرماندهی یگان‌های مختلفی را در جنگ جهانی دوم بر عهده داشت.

## سال‌های اولیه
والتر شروت در ۲۷ فوریه سال ۱۹۰۲ میلادی با درجه گروهبانی وارد نیروی زمینی سلطنتی پروس شد و در ۱۸ اوت ۱۹۰۳ با ارتقا به درجه ستوان دومی به تیپ پیاده‌نظام گراف کیرشباخ (تیپ ۱ سیلزیا سفلی) منتقل گردید. در جنگ جهانی اول به همراه نیروی زمینی امپراتوری آلمان حضور یافت و موفق به دریافت نشان صلیب آهنین درجه دو و یک و چندین نشان دیگر شد.
او ۲۳ ژوئن ۱۹۰۶ با کیت هیدمن ازدواج کرد که حاصل آن یک پسر و دو دختر بود.
اول ماه آوریل سال۱۹۰۸ آجودان فرماندهی نظامی منطقه هرشبرگ شد. اول نوامبر همان سال مجدداً به تیپ پیاده‌نظام گراف کیرشباخ این بار با عنوان آجودان گردان ۱ بازگشت.
اول اکتبر سال ۱۹۳۳ با درجه سرهنگی به مقام فرماندهی دانشکده پیاده‌نظام درسدن، اول اکتبر سال ۱۹۳۵ با درجه سرتیپی به فرماندهی لشکر یکم پیاده‌نظام و اول مارس سال ۱۹۳۸ با درجه سرلشکری به فرماندهی سپاه ۱۲ منصوب گشت. او به همراه واحد خود در سلطه چکسلواکی توسط آلمان مشارکت داشت.
شروت به همراه همین واحد در جنگ جهانی دوم نیز حضور یافت و در نهم ژوئیه ۱۹۴۱ نشان صلیب شوالیه آهنین را دریافت کرد. ۳۰ آوریل ۱۹۴۲ فرماندهی منطقه نظامی شماره ۴ (درسدن) و اول مه ۱۹۴۳ فرماندهی منطقه نظامی شماره ۱۲ (ویزبادن) را عهده دارد شد.
شروت ششم ماه اکتبر سال ۱۹۴۴ بر اثر سانحه رانندگی در باد نواهایم کشته شد.
ترفیع درجات:
- ۱۸ اوت ۱۹۰۳: ستوان دوم
- ۱۸ اوت ۱۹۱۱: ستوان یکم
- ۸ نوامبر ۱۹۱۴: سروان
- ۱ آوریل ۱۹۲۳: سرگرد
- ۱ فوریه ۱۹۲۹: سرهنگ دوم
- ۱ اکتبر ۱۹۳۱: سرهنگ
- ۱ اوت ۱۹۳۴: سرتیپ
- ۱ آوریل ۱۹۳۶: سرلشکر
- ۱ فوریه ۱۹۳۸: سپهبد (ژنرال پیاده‌نظام)

| مناصب نظامی                    | مناصب نظامی                                             | مناصب نظامی                       |
| ------------------------------ | ------------------------------------------------------- | --------------------------------- |
| پیشین: سرتیپ گئورگ فن کوشلر    | فرمانده لشکر اول پیاده‌نظام ۱ آوریل ۱۹۳۵ – ۱ ژانویه ۱۹۳۸ | پسین: سرلشکر یوآخیم فن کورتسفلایش |
| پیشین: -                       | فرمانده سپاه ۱۲ ۴ فوریه ۱۹۳۸ – ۹ آوریل ۱۹۴۰             | پسین: ارتشبد گاتهارد هاینریکی     |
| پیشین: ارتشبد گاتهارد هاینریکی | فرمانده سپاه ۱۲ ۱۷ ژوئن ۱۹۴۰ – ۱۹ فوریه ۱۹۴۲            | پسین: سپهبد والتر گرایسنر         |